# Смаглій Олексій Васильович
Олексі́й Васи́льович Смаглі́й  (*1920, місто Черкаси — †21 вересня 1941, місто Ленінград) — учасник Другої світової війни, лейтенант, випускник Севастопольського військово-морського училища. Служив на крейсері «Аврора». З липня 1941 р. — командир 5-ї окремої вогневої точки батареї «А» (130 мм гармати з кр. «Аврора»).
Дружина — Павлушкін Антоніна Георгіївна (р.1917), лікар. Весілля пройшло на батареї «А».
У роки Другої світової війни брав участь в обороні Ленінграда 1941 року. Командував п'ятою гарматою артилерійської морської батареї спеціального призначення «А». 10 вересня 1941 р. Батарея складалася з дев'яти 130-мм гармат, які були зняті з крейсера «Аврора».
Завданнями батареї «А» (сформована 8 липня 1941 р.) Була поразка невидимих цілей за координатами, і безпосередню участь в найближчому бою.
10 вересня 1941 р. фашисти в складі 1 танкової і 36 піхотної дивізій вермахту прорвавши оборону укріпрайону перед батареєю «Аврора», прорвалися в селище Дудергоф, що безпосередньо примикає до батареї й оточили її. До цього часу поряд з батареєю не залишилося ніяких радянських військових з'єднань і допомогти їй ніхто не міг. У ніч 10 вересня важко поранений комбат батареї Д. Н. Іванов. Фашисти прорвалися до 1-ї гармати. А. В. Смаглій отримав наказ від тяжкопоранених командира батареї Д. Н. Іванова зібрати групу з 20—30 осіб і прийти на допомогу оточеній 1-й гарматі батареї «Аврора». Командиром 5-ї гармати була тимчасово призначена дружина А. В. Смаглія, лікар батареї, як старша за званням. Після прибуття на місце частину групи Смаглія була взята в полон в Дудергофе.
А. В. Смаглій в полон не здався, і зумів прорватися до 1-ї гармати з частиною групи, вступив в бій з фашистами, який тривав протягом невстановленого точно часом 11 вересня 1941 р. Коли в Олексія і 4 товаришів закінчилися боєприпаси, за спогадами місцевих жителів фашисти закидали їх гранатами, і, увірвавшись на позицію, стали жорстоко бити. Після чого облили бензином і спалили живцем.

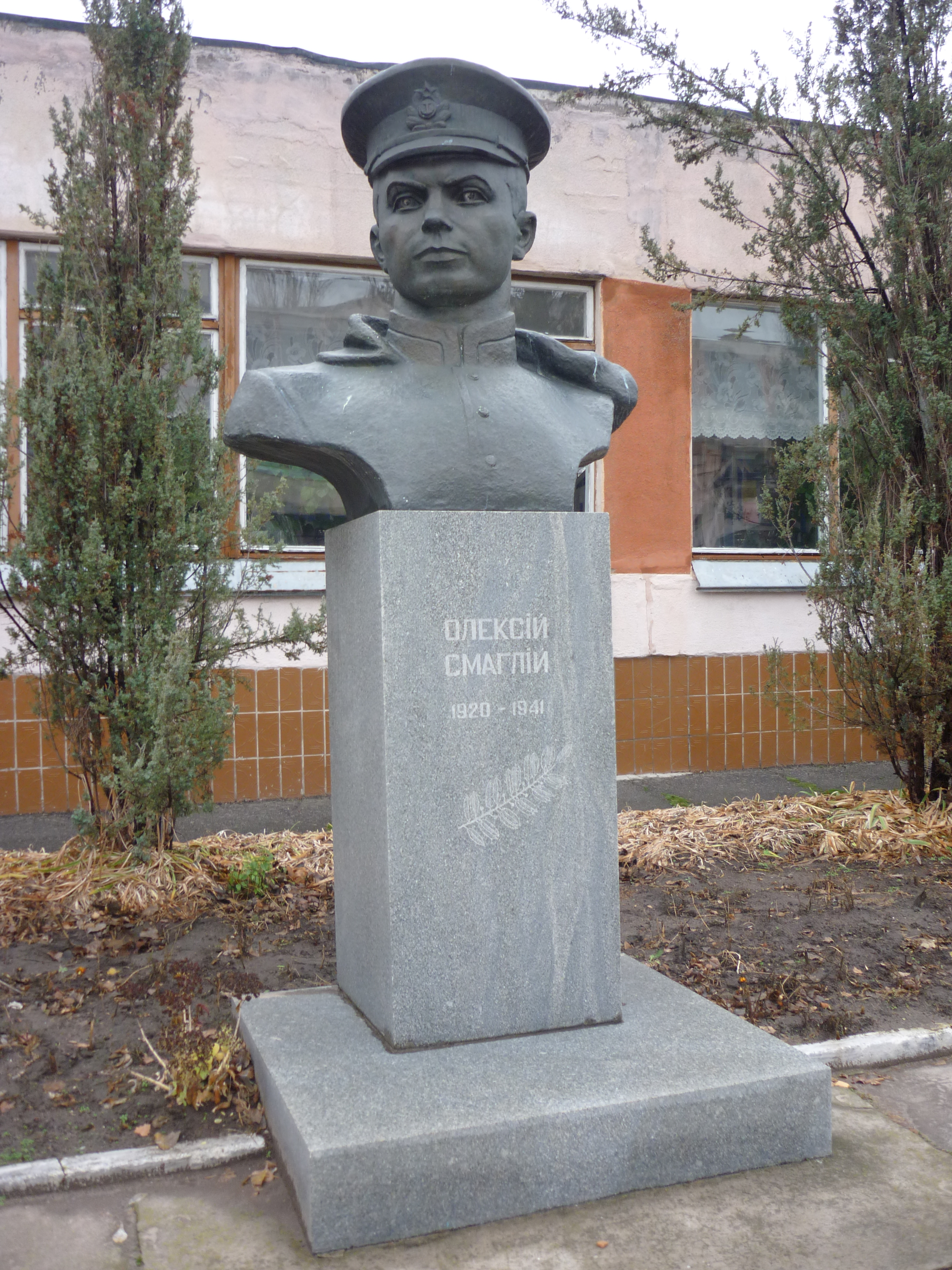
Бюст в Черкасах

Практично до недавнього часу були відсутні прямі докази мученицької страти моряків-аврорівців. Свідченнями були лише кілька свідчень — жителів селища Дудергоф, взяті через 30 років після подій. У цей час оприлюднені фотознімки фашистів, зроблені на батареї «А», у тому числі на одному з них видно моряки, спалений на 1-й гарматі. Пози спалених людей доводять, що їх термічні травми дійсно були прижиттєвими.

1 гармата батареї «Аврора» 11 вересня 1941 року. Тіла страчених фашистами моряків і сандружинниці.

В кінці 8-го дня із 165 осіб особового складу в живих залишилось лише 26 моряків.
За часів СРСР до 1960-х років про батарею «А» не говорили в ЗМІ, а саме місце 1-ї гармати являло собою сміттєзвалище. Величезну роботу по увічненню пам'яті аврорівців і влаштування меморіальних комплексів виконала вдова А. В. Смаглія на громадських засадах, з 1960-х по кінець 1980-х років.
На честь Олексія Васильовича були названі вулиці в містах Черкаси (Україна) та Санкт-Петербург (Росія). У рідному місті Черкаси на території ЗОШ № 26 був встановлений його бюст. В 1984 році на місці, де стояла гармата з «Аврори» і де загинув Смаглій, був встановлений пам'ятник «Аврорівцям — морякам-артилеристам».